# Parastrangalis interruptevittata
Parastrangalis interruptevittata är en skalbaggsart som först beskrevs av Maurice Pic 1914.  Parastrangalis interruptevittata ingår i släktet Parastrangalis och familjen långhorningar. Inga underarter finns listade i Catalogue of Life.